# Galeria d'Art d'Alberta
La Galeria d'Art d'Alberta (Art Gallery of Alberta o AGM, antiga Galeria d'Art Edmonton) es troba al centre d'Edmonton, a la província canadenca d'Alberta. La col·lecció d'aquesta galeria d'art públic inclou més de 6 000 obres incloses pintures antigues i contemporànies, escultures, instal·lacions artístiques i fotografies d'artistes canadencs i estrangers. A més d'aquestes col·leccions permanents, l'AGA acull exposicions temporals i ofereix programes educatius.
L'edifici va ser construït el 1968 en un estil brutalista per Don Bittorf. La galeria ha estat objecte d'una renovació completa dissenyada per Randall Stout Architects. La nova galeria es va inaugurar el 31 de gener de 2010. Els nous espais renovats, de 7 900 m², ofereixen gairebé el doble d'espai expositiu que abans, a més d'un restaurant, un teatre de 150 places i un espai dedicat a la col·lecció permanent.